# Коценцин-Творкі
Коценцин-Творкі (пол. Kocięcin-Tworki) — село в Польщі, у гміні Рацьонж Плонського повіту Мазовецького воєводства.
Населення — 44 особи (2011).
У 1975-1998 роках село належало до Цехановського воєводства.

## Демографія
Демографічна структура станом на 31 березня 2011 року:
|          | Загалом | Допрацездатний вік | Працездатний вік | Постпрацездатний вік |
| -------- | ------- | ------------------ | ---------------- | -------------------- |
| Чоловіки | 27      | 5                  | 18               | 4                    |
| Жінки    | 17      | 3                  | 13               | 1                    |
| Разом    | 44      | 8                  | 31               | 5                    |